# غاده جمشیر
غاده جمشیر فعال حقوق بشر و حقوق زنان بحرینی که از ایرانیان بحرین است. او برای ایجاد جامعه مدنی در بحرین تلاش می‌کند.
وزارت کشور بحرین در سال ۲۰۰۷ به ایشان اتهام جاسوسی زده بود.